# Xã Greene, Quận Franklin, Pennsylvania
Xã Greene (tiếng Anh: Greene Township) là một xã thuộc quận Franklin, tiểu bang Pennsylvania, Hoa Kỳ. Năm 2010, dân số của xã này là 16.700 người.